# Berkovac
Berkovac (em cirílico: Берковац) é uma vila da Sérvia localizada no município de Mionica, pertencente ao distrito de Kolubara, na região de Kolubara Podgorina. A sua população era de 428 habitantes segundo o censo de 2011.

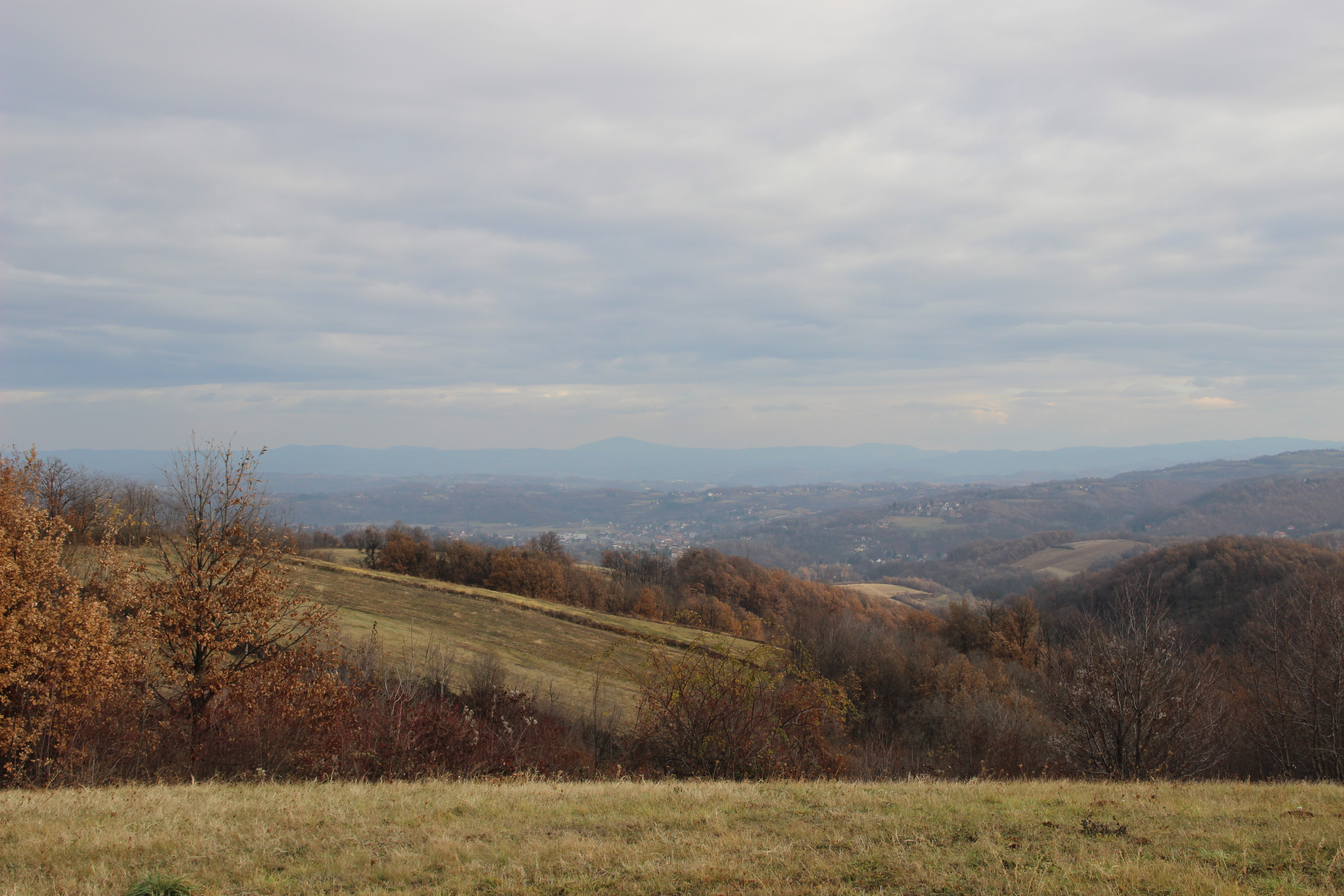
Berkovac - panorama
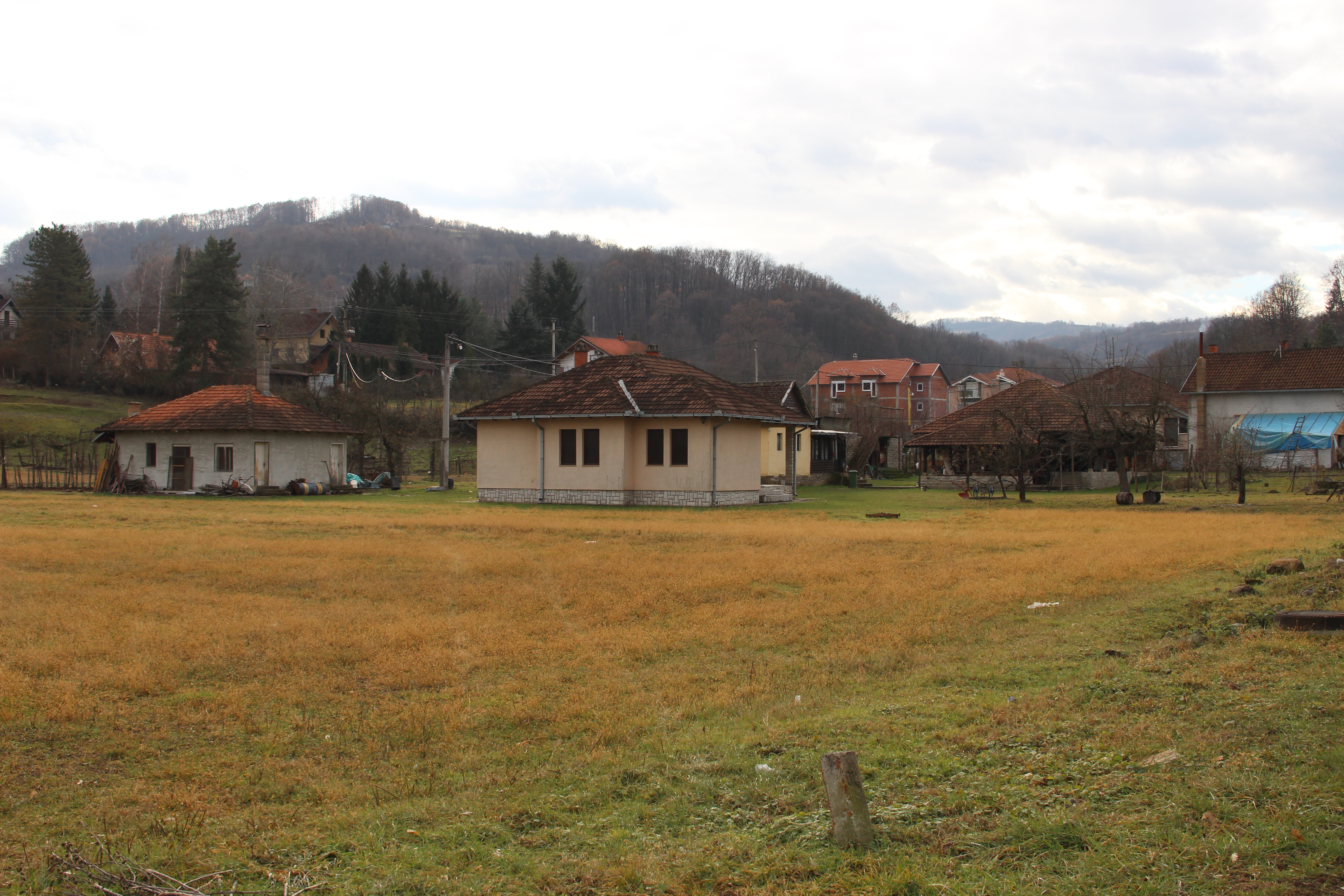
Berkovac - panorama
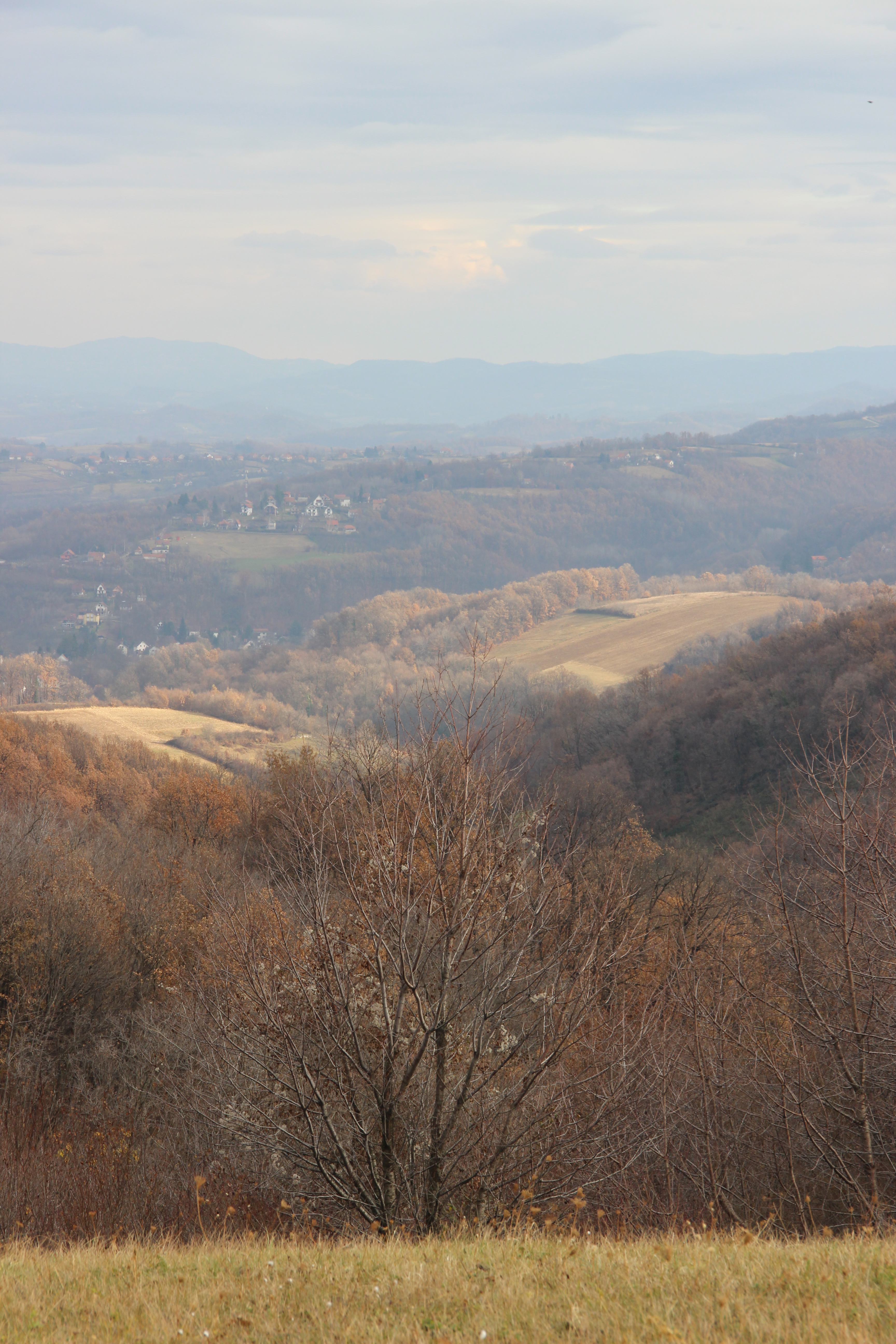
Berkovac - panorama
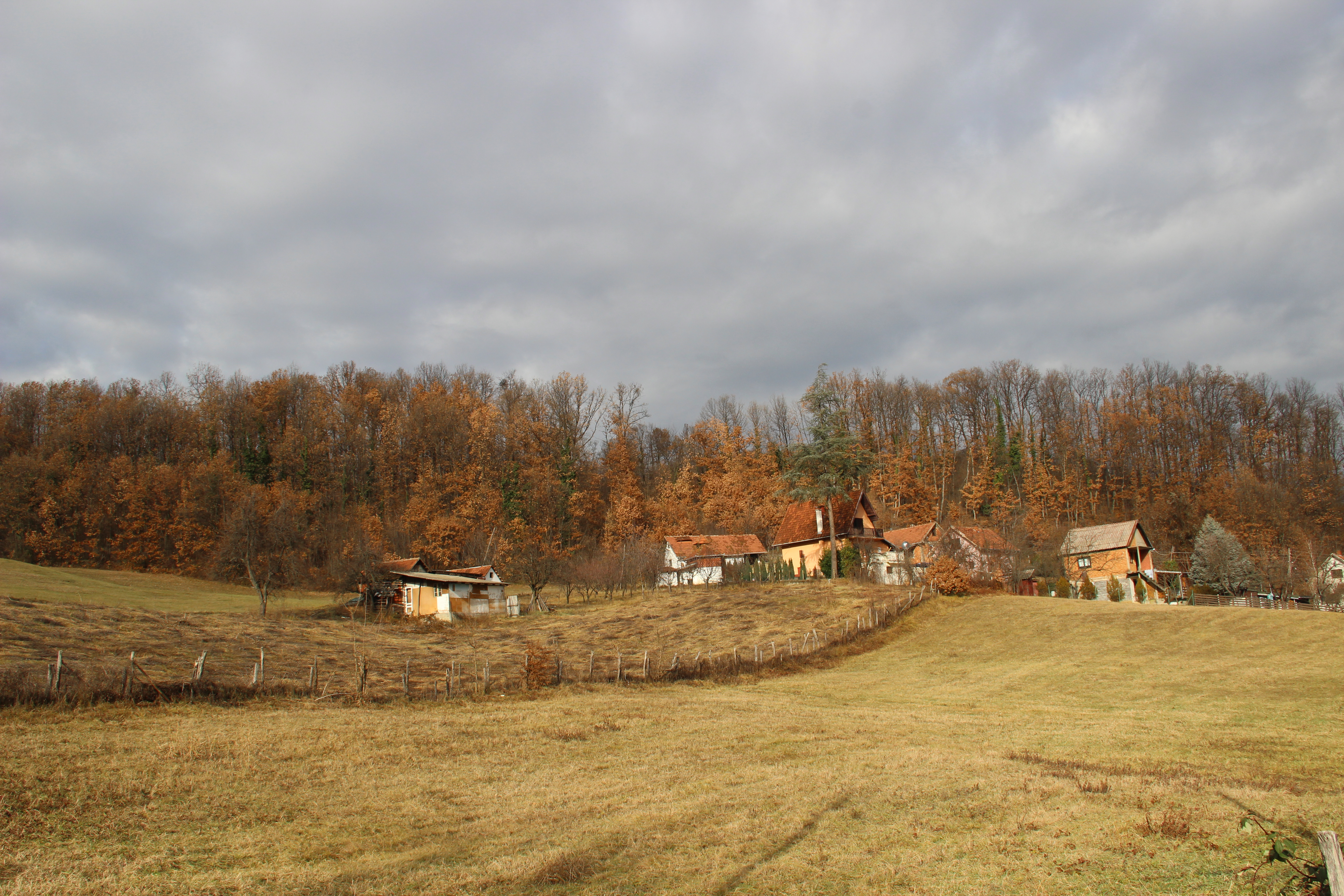
Berkovac - panorama
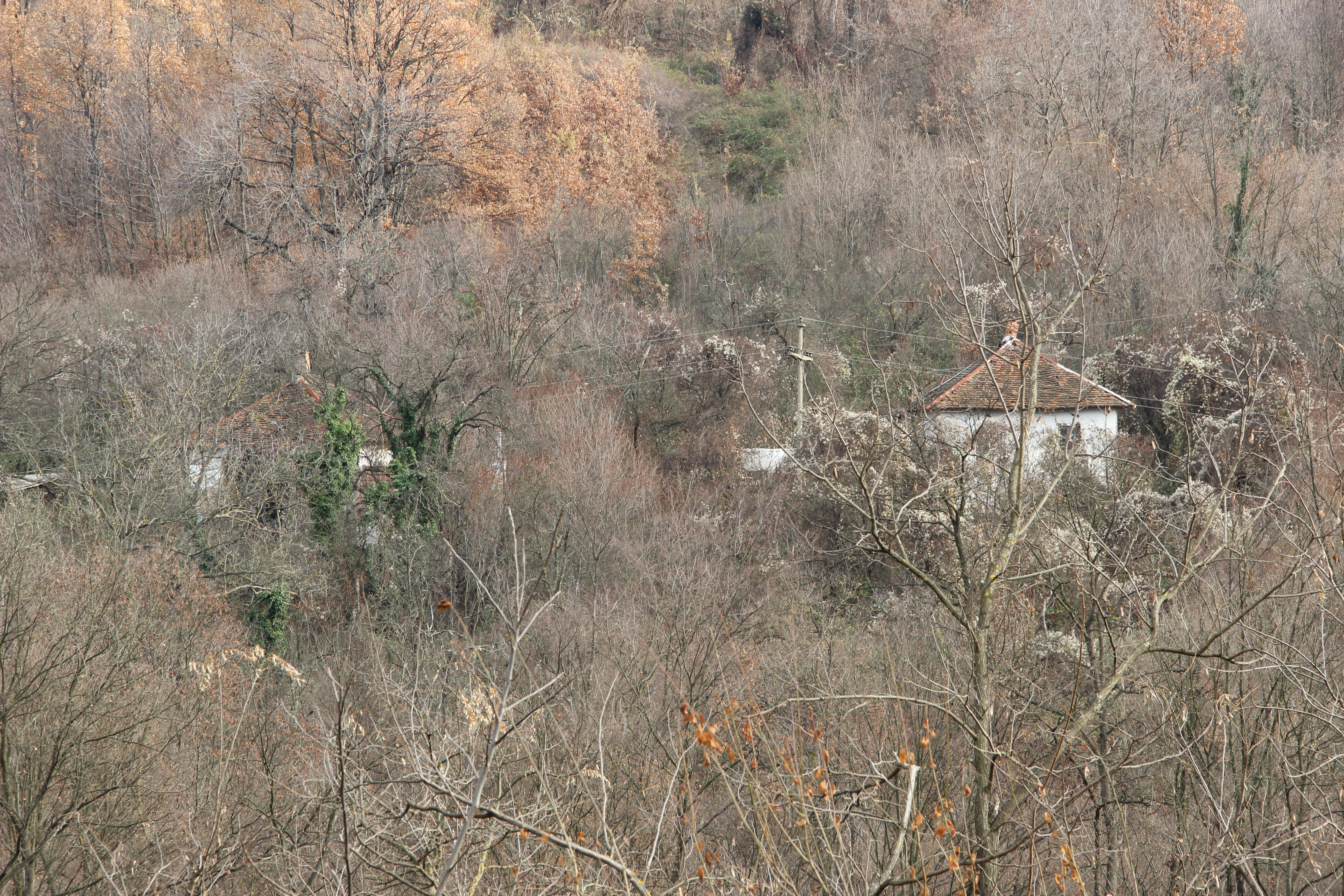
Berkovac - panorama
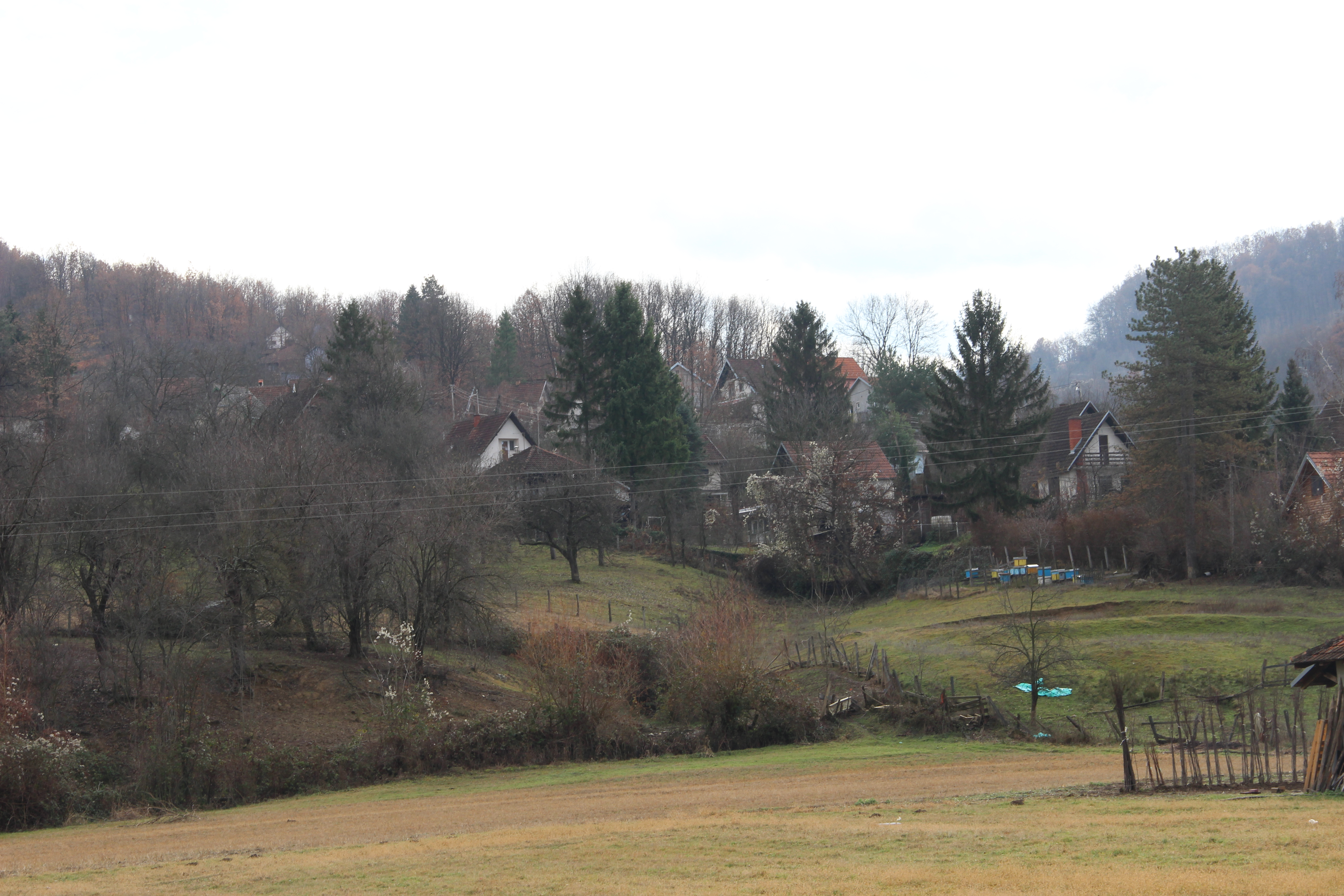
Berkovac - panorama

## Demografia
| 1948 | 1953 | 1961 | 1971 | 1981 | 1991 | 2002 | 2011 |
| ---- | ---- | ---- | ---- | ---- | ---- | ---- | ---- |
| 820  | 858  | 809  | 747  | 679  | 595  | 564  | 428  |